# Šarūnas Marčiulionis
Raimondas Šarūnas Marčiulionis (nascido em 13 de junho de 1964 em Kaunas) é um ex-jogador de basquete lituano que jogou por 7 temporadas na NBA, um dos primeiros jogadores europeus a fazê-lo regularmente e o primeiro do Bloco do Leste. Começou sua carreira no Statyba Vilnius em seu país, e conquistou a medalha de ouro nos Jogos Olímpicos de Seul 1988 com a seleção da ex-União Soviética. Após a independência da Lituânia em 1990, ajudou a restaurar a seleção lituana, e com ela ganhou dois bronzes olímpicos nos Jogos seguintes. É primo do ex-jogador de basquete Kęstutis Marčiulionis, medalhista de bronze com a Lituânia em Sydney 2000.

## Trajetória esportiva

### União Soviética
Começou a jogar profissionalmente na cidade de Vilnius, então parte da União Soviética, na equipe Statyba Vilnius em 1981, com apenas 17 anos. Lá permaneceu até 1989, com exceção de um empréstimo por algumas semanas ao Žalgiris Kaunas em 1987 para a disputa do Campeonato Mundial Interclubes de Basquete, quando pode decidir dar o salto para a NBA, tornando-se o primeiro jogador de seu país a jogar na liga profissional dos Estados Unidos.

### NBA
Foi escolhido pelo Golden State Warriors na sexta rodada draft da NBA de 1987, mas teve que esperar dois anos para obter a permissão do governo soviético e se incorporar à equipe de Oakland em 1989. Lá, Marčiulionis jogou por quatro temporadas e foi duas vezes finalista do prêmio da Sexto Homem da NBA nos anos de 1991 e 1992. O ano de 92 foi o melhor de sua carreira, obtendo médias de 18,9 pontos e 3,4 assistências por jogo.
Depois de perder o ano de 1993 inteiro devido a uma grave lesão no joelho, foi negociado com o Seattle SuperSonics, onde seu nível de jogo caiu significativamente. No ano seguinte, Marčiulionis foi negociado com o Sacramento Kings, e encerrou sua carreira na NBA jogando no Denver Nuggets na temporada 1996-97. No total de sua carreira nos Estados Unidos, obteve médias de 12,8 pontos, 2,3 rebotes e 2,2 assistências.

### Seleções
Marčiulionis foi um dos principais jogadores da União Soviética no final dos anos 80 e da Lituânia nos anos 90. Com a equipe soviética, junto com o companheiro e conterrâneo Arvydas Sabonis, conquistou a medalha de ouro nos Jogos Olímpicos de Seul 1988, além da medalha de prata no Campeonato Europeu de Basquete realizado na Grécia em 1987. 
Quando a Lituânia tornou-se independente em 1990, foi o principal articulador para recrutar uma equipe nacional competitiva, chamando amigos e indo em busca de patrocinadores e fornecedores na Califórnia, para tentar a classificação da equipe lituana para os Jogos Olímpicos de Barcelona 1992. Naquela edição das Olimpíadas, Marčiulionis conseguiu a medalha de bronze, e nos anos seguintes venceu outro bronze olímpico em Atlanta 1996, e outra medalha de prata no Campeonato Europeu de Basquete de 1995.